# Rizhao Shuiku
Rizhao Shuiku (kinesiska: 日照水库) är en reservoar i Kina. Den ligger i provinsen Shandong, i den östra delen av landet, omkring 240 kilometer sydost om provinshuvudstaden Jinan. Rizhao Shuiku ligger 38 meter över havet. Arean är 21,9 kvadratkilometer. Trakten runt Rizhao Shuiku består till största delen av jordbruksmark. Den sträcker sig 7,8 kilometer i nord-sydlig riktning, och 9,0 kilometer i öst-västlig riktning.
Genomsnittlig årsnederbörd är 978 millimeter. Den regnigaste månaden är juli, med i genomsnitt 292 mm nederbörd, och den torraste är januari, med 9 mm nederbörd.